# Liste der Monuments historiques in Budos
Die Liste der Monuments historiques in Budos führt die Monuments historiques in der französischen Gemeinde Budos auf.

## Liste der Bauwerke
| Bezeichnung      | Beschreibung                                     | Standort | Kennzeichnung | Schutzstatus | Datum | Bild           |
| ---------------- | ------------------------------------------------ | -------- | ------------- | ------------ | ----- | -------------- |
| Schloss          | Erbaut in der ersten Hälfte des 14. Jahrhunderts | (Lage)   | PA00083494    | Classé       | 1988  | weitere Bilder |
| Kirche St-Romain | Erbaut ab dem 12. Jahrhundert                    | (Lage)   | PA00083495    | Inscrit      | 1986  | weitere Bilder |

## Liste der Objekte
| Bezeichnung             | Beschreibung          | Standort                       | Kennzeichnung | Schutzstatus | Datum | Bild |
| ----------------------- | --------------------- | ------------------------------ | ------------- | ------------ | ----- | ---- |
| Retabel des Hauptaltars | Holz, 18. Jahrhundert | in der Kirche St-Romain (Lage) | PM33000411    | Classé       | 1971  |      |